# Glue code
Glue code (kod klejowy) – kod źródłowy, który nie dodaje żadnej nowej funkcjonalności. Istnieje tylko po to, by połączyć („skleić”) razem inne, czasami niekompatybilne, części programu. Taki kod często stosuje się w przypadkach, kiedy dane z jednej biblioteki muszą być przekształcone, żeby były zgodne z interfejsem drugiej biblioteki.

## Przykład
Oto koncepcyjny przykład glue code.
```
#include
 
<iostream>

#include
 
<vector>

#include
 
<biblioteka1.h>

#include
 
<biblioteka2.h>

// biblioteka1_func() zwraca dane w postaci std::vector<string>

// biblioteka2_func(x) wymaga, że x musi być w postaci std::vector<int>

int
 
main
(
int
 
argc
,
 
char
 
*
argv
[])

{

   
std
::
vector
<
std
::
string
>
 
dane1
 
=
 
biblioteka1_func
();

   
std
::
vector
<
int
>
 
dane2
;

   

   
// oto przykład „glue code”

   
// teraz musimy przekształcić std::vector<std::string> na std::vector<int>

   
// ...

   

   
biblioteka2_func
(
dane2
)

   

   
return
 
0
;

}

```